# غويليم بيتر لويس
غويليم بيتر لويس (بالإنجليزية: Gwilym Peter Lewis)‏ (و. 1952  م) هو أمين متحف، وعالم نبات بريطاني.